# Yogoda Satsanga Society of India
Yogoda Satsanga Society of India (YSS) – indyjska hinduistyczna organizacja religijna utworzona przez Paramahansę Joganandę w 1917. Prowadzi centra medytacyjne i placówki oświatowe. Obejmuje swoim zasięgiem następujące kraje: Bangladesz, Bhutan, Andamany i Nikobary, Malediwy, Nepal i Sri Lanka.

## Filie
- Yogoda Satsanga Math – Dakszineśwar (w północnej Kolkacie), tam znajduje się siedziba władz
- Yogoda Satsanga Sakha Math – Ranći w stanie Dźharkhand
- Yogoda Satsanga Sakha Ashram – Dwarahat w dystrykcie Almora w stanie Uttarakhand